# Amphisbaena trachura
Espèce
Synonymes
- Amphisbaena mildei Peters, 1879

Amphisbaena trachura est une espèce d'amphisbènes de la famille des Amphisbaenidae.

## Répartition
Cette espèce se rencontre :
- en Argentine dans la province de Misiones ;
- en Uruguay ;
- au Brésil dans les États de São Paulo et du Rio Grande do Sul.

## Publication originale
- Cope, 1885 "1884" : Twelfth contribution to the herpetology of tropical America. Proceedings of the American Philosophy Society, vol. 22, p. 167-194 (texte intégral).